# Bakluixi (Perm)
|  | Per a altres significats, vegeu «Bakluixi». |

Bakluixi (en rus: Баклуши) és un poble del krai de Perm, a Rússia, que pertany al districte rural de Bolxessosnovski. El 2010 tenia 363 habitants.